# Жданова, Елена Александровна
Еле́на Алекса́ндровна Жда́нова  (род. 23 октября 1980 года, Барнаул)  — российская легкоатлетка.  Мастер спорта России международного класса по  лёгкой атлетике (1998).  Заслуженный мастер спорта России (2001) по лёгкой атлетике. Призёр Паралимпийских игр 1996 и 2000 годов.

## Биография
Жданова Елена Александровна родилась 23 октября 1980 года в г. Барнауле.  Инвалид по зрению.  
Занималась спортом в Детской юношеской спортивной школе № 20 в Уфе и в республиканском спортивно-реабилитационном центре инвалидов по зрению «Луч» у тренеров И. С. Романова и  Т. В. Щепетильниковой. 
С 1995 года входила в сборную команду России.

## Достижения
Бронзовый призёр Паралимпийских игр (1996, 2000) в беге на 400 м, 200 м. 
Трех кратная Чемпионка Всемирных игр  (2003) в беге на 200 м, 4×100, 4×400 м. Многократная Чемпионка России (1995 — 2010) в беге на 100, 200 и 400 м. 
Чемпионка мира (2002), Европы (1995, 2001, 2005) 200м, 400м, в эстафете 4x400 м; 
Серебряный призёр чемпионата мира (2002) в беге на 200 м, Всемирных игр  (2003) в беге на 400 м: чемпионата Европы (2005) 200м, 400м.
Бронзовый призёр чемпионата мира (1998), 200м Европы (1997) в беге на 400 м. Кубка мира(2003) 400м
Рекордсменка Европы (1995) 4×400м. Рекордсменка паралимпийских игр (2000) 100м

## Награды
- Медаль ордена «За заслуги перед Отечеством» II степени (6 апреля 2002 года) — за большой вклад в развитие физической культуры и спорта, высокие спортивные достижения на XI Паралимпийских играх 2000 года в Сиднее (Австралия).[2]